# Placard
Placard - Aposta na Desportiva é um jogo de apostas desportivas à cota gerido pelos Jogos Santa Casa, tal como jogos como o Euromilhões, o Totoloto ou o Totobola. Foi lançado no dia 9 de setembro de 2015, e veio tentar fazer frente ao jogo ilegal. No Placard, os apostadores têm que facultar o seu Número de identificação fiscal, e podem inicialmente apostar em três desportos (futebol, basquetebol e ténis). Os resultados são apresentados em directo em varios websites. Só está aberto a cidadãos maiores de 18 anos de idade, e a base de aposta vai de um euro a 100 euros.